# D. Bos
De Nederlandse kolonel eerste-kapitein-ingenieur D. Bos werd op 19 februari 1824 door koning Willem I der Nederlanden tot ridder in de Militaire Willems-Orde benoemd. Hij was een van de weinige in dat jaar benoemde ridders in de Militaire Willems-Orde.
Secretaris van Staat De Mey van Streefkerk had de commissaris-generaal van Oorlog d'Aubremé in een brief laten weten dat de koning had bedacht dat hij, wanneer hij militairen voor verdiensten in vredestijd officier in de Militaire Willems-Orde maakte, in geval van latere "uitstekende krijgsdaden voor de vijand verrigt" geen beloning meer kon bedenken. De commandeursgraad van de Willemsorde was immers gereserveerd voor generaals die een veldslag of veldtocht wonnen of een vesting innamen. De bewindsman verving daarom de meeste al opgemaakte voordrachten door voordrachten voor benoemingen in de Orde van de Nederlandse Leeuw.
Dat voor kapitein Bos een uitzondering werd gemaakt lag besloten in de omstandigheid dat ook de eerdere decoraties voor verbeteringen van de vestingen aan de zuidgrens kruisen in de Willemsorde waren geweest. Men kon Kapitein Bos en de op dezelfde dag geridderde directeur-generaal voor het materieel der artillerie en der genie J.D. Doorman niet bij hun collegæ achterstellen.